# Chapelle du Christ de Guimaëc
La chapelle du Christ est située à Guimaëc, en France.

## Localisation
La chapelle est située au Christ sur le territoire de la commune de Guimaëc,  dans le département du Finistère, en région Bretagne.

## Description
La chapelle est datée du XVIe siècle, c'est la plus grande chapelle de la paroisse. Bâtie sur un tertre, elle est de forme rectangulaire avec une chapelle en L côté midi, et son architecture est de style flamboyant. Située au carrefour de deux anciennes voies romaines, les pèlerins qui se rendant au pardon de Saint-Jean-du-Doigt s'y arrêtaient pour prier. Autrefois, le chœur était entouré d'une clôture de bois à colonnettes tournées comme on peut en voir à la chapelle Notre-Dame-des-Joies. La détérioration de la chapelle de Krist commence dès 1946 où les vitres brisées sont remplacées puis brisées une deuxième fois ; les grands feuillus, magnifique rideau d'arbres protégeant la chapelle, sont abattus en 1947.
Sans protection, ardoises et murs se détériorent très vite et s'écroulent en grande partie en 1958 et 1959. En accord avec l'évêché et les beaux-arts, les moines de l'abbaye de Landévennec emportent les dalles et un autel de pierre, puis le vandalisme commence. Depuis, certains étés, des troupes de scouts sont venus débroussailler et ces travaux de nettoyage, plus importants en 1998, ont sensibilisé quelques habitants des environs. Une association est créée et, grâce à des concours et des dons, la restauration peut commencer en 2005. À ce jour les murs ont été remontés, la charpente traditionnelle en chêne a été installée récemment, de même que la toiture en ardoises de Locquirec. La prochaine tranche de travaux devrait concerner les vitraux, les enduits, le dallage ainsi que l'électricité afin que puissent s'y dérouler des spectacles, des concerts et s'y tenir des expositions.
Le calvaire de Christ présente à l'avers le Christ, Madeleine, saint Jean et un personnage décapité ; au revers un Christ en robe, une femme et saint Paul Aurélien. Pendant la Révolution française, douze chevaux ne parvinrent pas à arracher ce calvaire.

## Historique
La chapelle est inscrite au titre des monuments historiques par arrêté du 3 juin 1932.

## Galerie

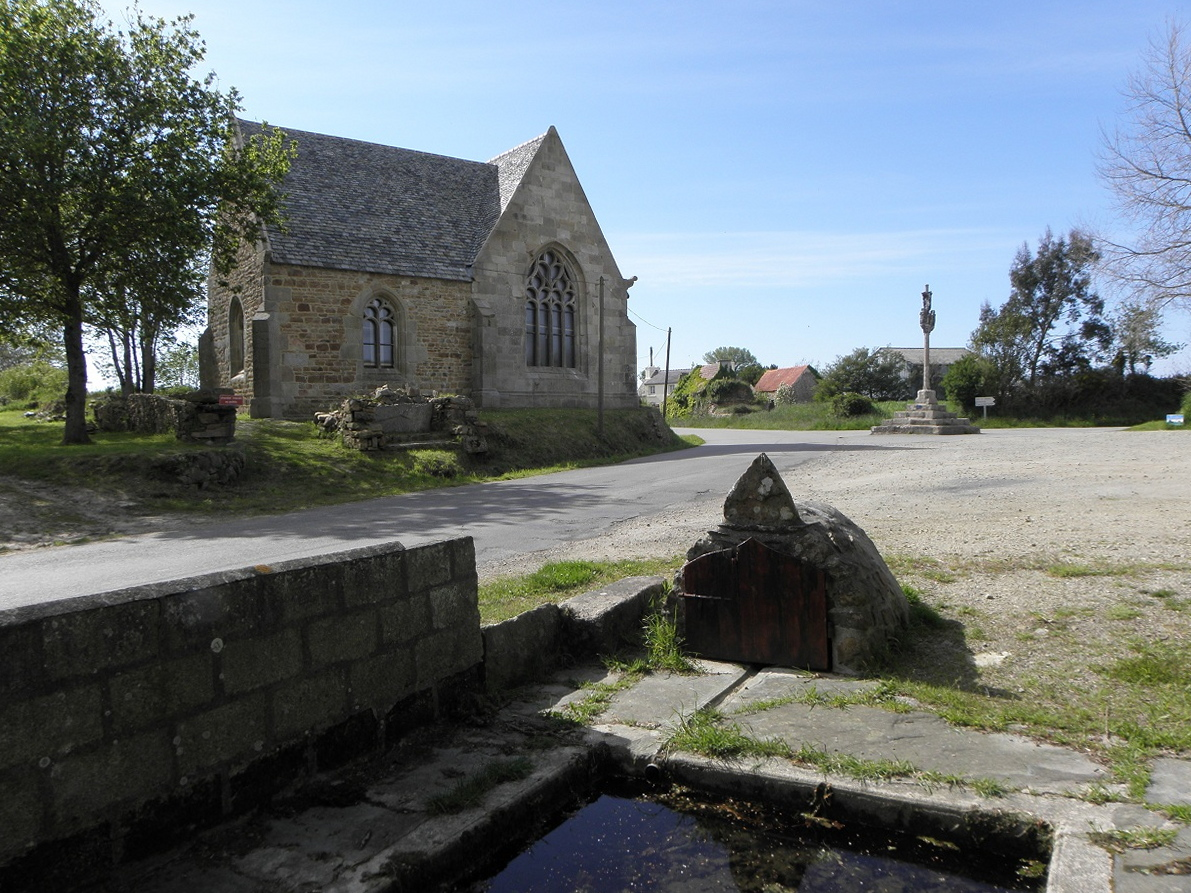
La fontaine, le calvaire et la chapelle du Christ.
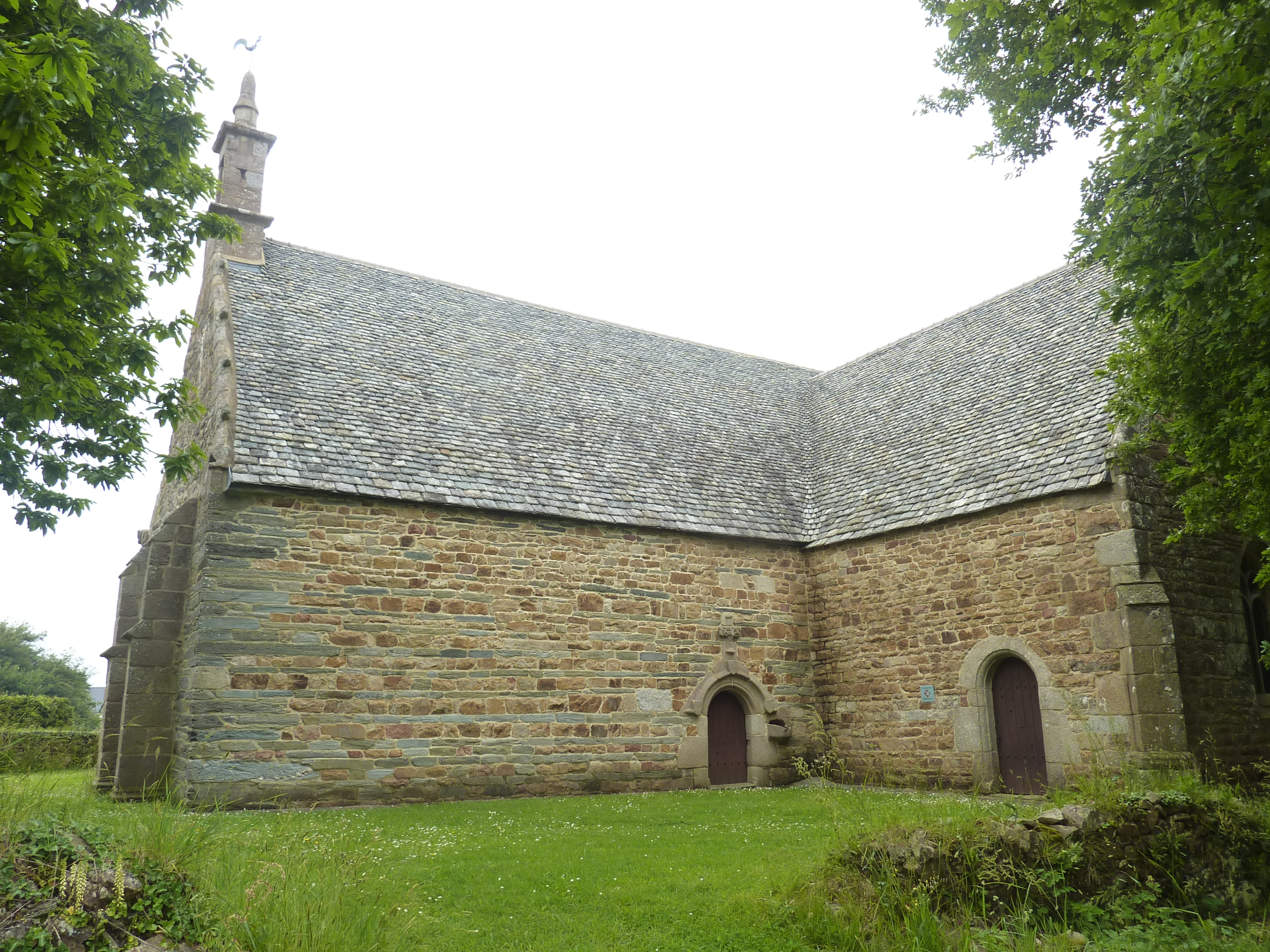
La chapelle de Christ.
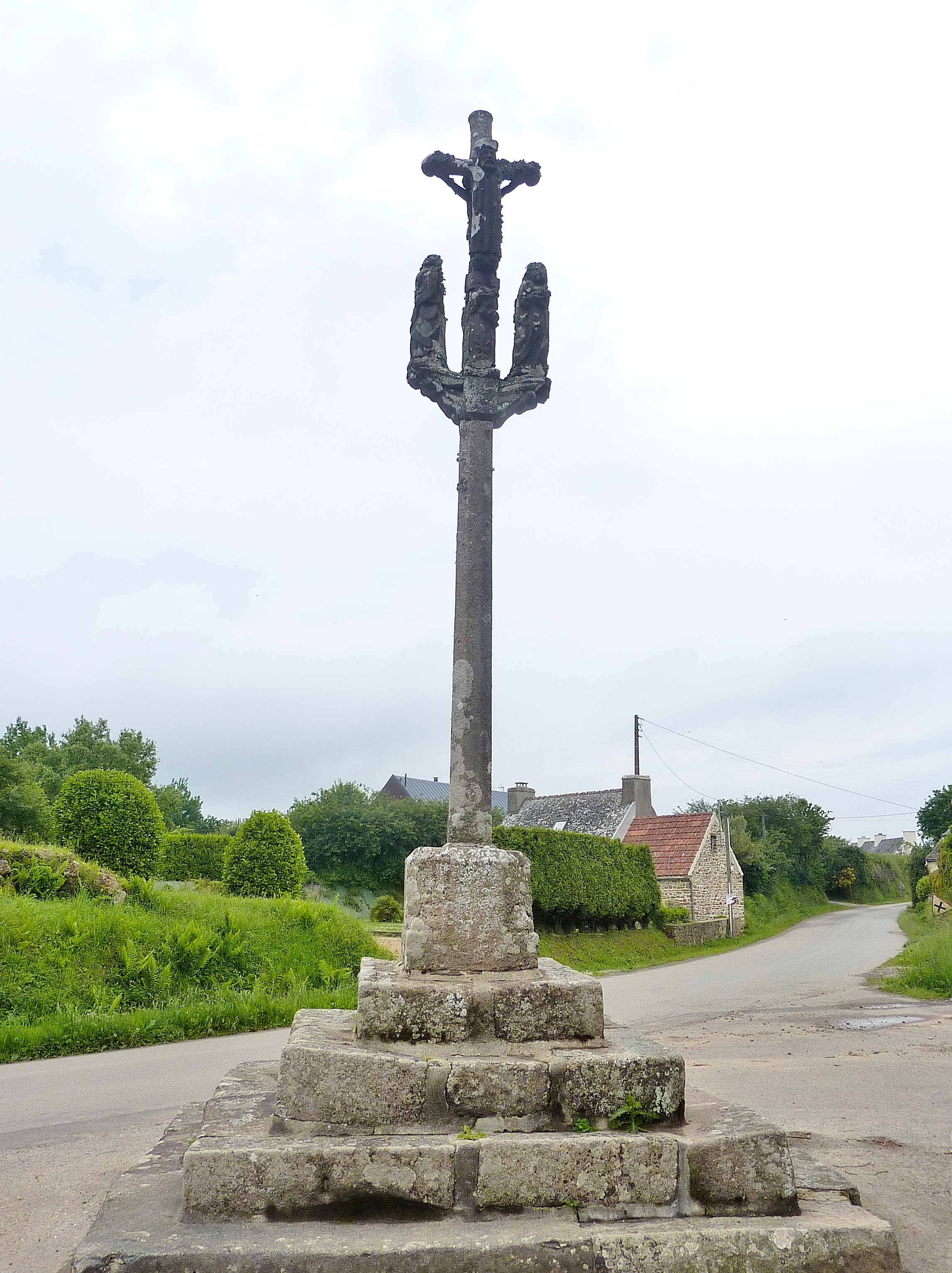
Le calvaire de Christ : une des faces.
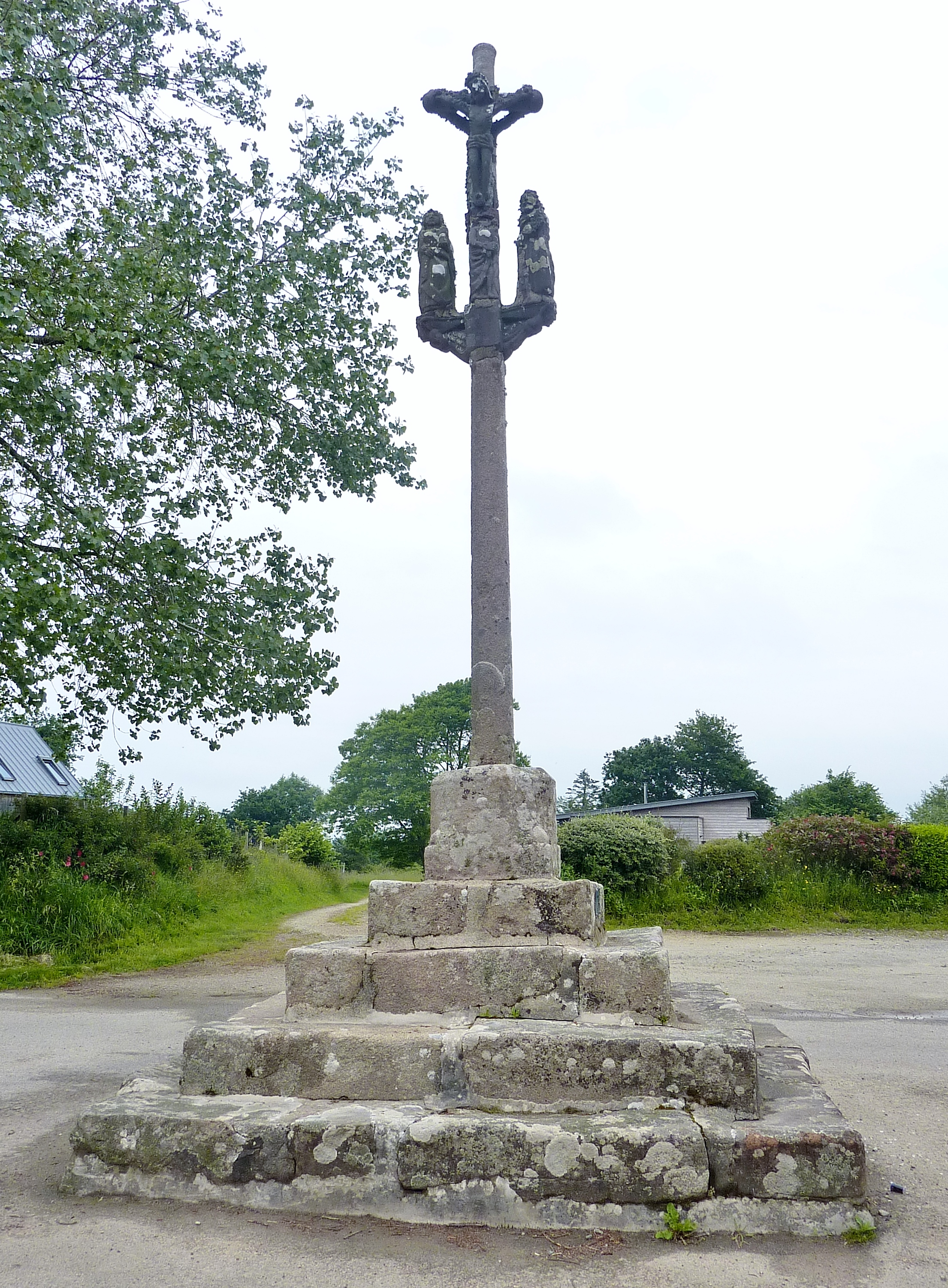
Le calvaire de Christ : une autre face.
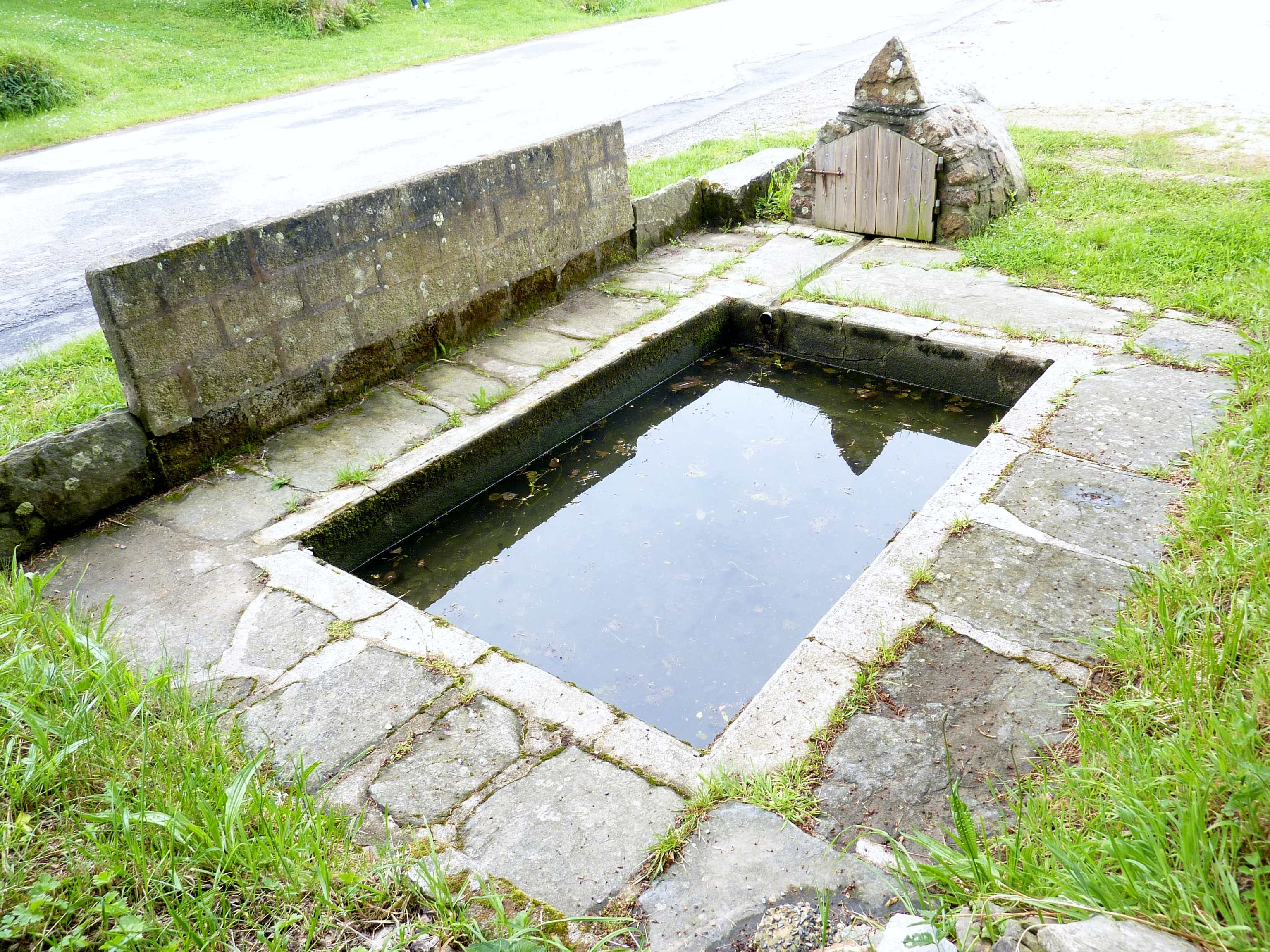
La fontaine de Christ.